# Kim Jong-nam
Kim Jong-nam (en alfabeto coreano, hangul, 김정남, transliterado como Gim Jeong-nam; Pionyang, Corea del Norte, 10 de mayo de 1971 - Sepang, Malasia; 13 de febrero de 2017) fue un político norcoreano. Era el hermano mayor de parte de padre de Kim Jong-un e hijo mayor de Kim Jong-il, líder del país asiático entre 1994 y 2011. Hasta 2001 se le consideró el sucesor de su padre. Desde 2003 hasta su muerte, Kim Jong-nam vivió en el exilio fuera de Corea del Norte. Falleció envenenado en el año 2017 (106 en el calendario Juche) por la ciudadana indonesia de nombre Siti Aisyah en Malasia. Rumores nunca verificados responsabilizaron por la autoría intelectual del crimen tanto a la CIA, como al propio gobierno norcoreano.

## Primeros años
Jong-nam nació en Pionyang, hijo de Song Hye-rim, una de las tres mujeres de las que se sabe que han tenido hijos con Kim Jong-il. Dado que el líder norcoreano pretendía mantener en secreto su relación con Song debido a la desaprobación paterna, en un principio Jong-nam no fue a la escuela, sino que fue enviado a vivir con la hermana mayor de su madre, quien le educó en su casa. En 1996, Jong-nam ingresó en una escuela de élite para hijos de altos cargos del Partido del Trabajo de Corea.

## Carrera política
En 1998, Jong-nam fue designado para un alto cargo en el Ministerio de Seguridad Pública de Corea del Norte, lo que indicaba que estaba siendo promovido para ser en un futuro líder del país. Igualmente se ha señalado que fue nombrado jefe del Comité de Informática de la RPDC, encargado de desarrollar una tecnología de la información para Corea del Norte. En enero de 2001 acompañó a su padre a Shanghái, donde tuvieron lugar conversaciones con funcionarios de la República Popular China en materia de tecnologías de la información y la comunicación.

## Incidente de 2001
En mayo de 2001, Jong-nam fue arrestado a su llegada al Aeropuerto Internacional de Narita, en Tokio, Japón. En el momento del arresto iba acompañado de dos mujeres y de un niño de cuatro años identificado como su hijo. Estaba viajando con un pasaporte dominicano falso y utilizando un alias chino, Pang Xiong (en pinyin Pàng Xióng), que literalmente significa Oso Gordo. Jong-nam llevaba puesta una chaqueta estadounidense negra y una cadena de oro. Tras pasar varios días detenido fue deportado a China. En un principio Kim dijo que se encontraba en Japón para visitar Tokyo Disneyland. El incidente hizo que Kim Jong-il cancelara un viaje a China por la vergüenza que sufrieron ambos países. Según la revista japonesa Shukan Shincho, Jong-nam habría hecho otras tres entradas clandestinas a territorio japonés.

## Pruebas de la pérdida de favor
Actualmente Kim Jong-un, su medio hermano paterno menor, ha sucedido a su padre al mando de Corea del Norte. Antes del incidente de Tokio, el favorito era Jong-nam.
En febrero de 2003, el Ejército Popular de Corea (las fuerzas armadas norcoreanas) comenzó una campaña de propaganda ensalzando a la figura materna, representada por una "Respetada Madre", dando por supuesto que la Respetada Madre es Ko Yong-hee y que la campaña se realizó para promover a Kim Jong-chul o Jong-un, hijos de esta. Esta idea de apoyar la figura de la madre para promover a los hijos cuenta con un antecedente, cuando una campaña similar se desarrolló en exaltación de la madre de Kim Jong-il durante los últimos años de vida de Kim Il-sung, su padre y líder del país desde su independencia hasta su muerte en 1994.
Tras los incidentes de 2001 se comenzó a barajar la posibilidad de que Jong-un sustituyera a su hermano mayor.
También en 2003 Hwang Jang-yop, antiguo secretario del Partido del Trabajo de Corea para asuntos exteriores que había desertado en 1997, indicó que Jong-nam habría perdido su oportunidad, indicando que el heredero debía ser hijo de una mujer amada por el mandatario, y en ese caso Jong-il amó más a Ko Yong-hee, madre de su medio hermano.

## Últimos años en el exilio
El South China Morning Post informó el 1 de febrero de 2007 que Kim Jong-nam había vivido de incógnito con su familia en Macao durante unos tres años y que esto era motivo de cierta vergüenza para los gobiernos de Macao y China.
La televisión surcoreana y el South China Morning Post informaron también en 2007 que Kim Jong-nam tenía un pasaporte portugués. Sin embargo, las autoridades portuguesas y el cónsul portugués en Macao, Pedro Moitinho de Almeida, declararon que si Kim tenía tal documento, sería una falsificación.
En enero de 2009, Kim Jong-nam dijo que no tenía "interés" en tomar el poder en Corea del Norte, declarando que solo él quería decidir su futuro.
El 1 de enero de 2012, el diario japonés Yomiuri Shimbun informó que Kim Jong-nam había volado secretamente el 17 de diciembre de 2011 a Pionyang desde Macao, después de enterarse de la muerte de su padre ese día, y se presume que acompañó a Kim Jong-un para mostrar sus últimos respetos a su padre. Pasados unos días regresó a Macao y no estuvo presente en el funeral para evitar especulaciones sobre la sucesión.

## Muerte
El 14 de febrero de 2017, los medios de comunicación surcoreanos informaron que Kim Jong-nam había sido asesinado en el Aeropuerto Internacional de Kuala Lumpur, en Malasia, envenenado por dos mujeres no identificadas. Como el individuo en cuestión viajaba de Malasia a Macao bajo el seudónimo de "Kim Chol", los funcionarios malasios no confirmaron inicialmente que Kim Jong-nam fuese el hombre asesinado.
La policía de Malasia confirmó que Kim Jong-nam murió en el traslado del aeropuerto a un hospital, pero dijeron que la causa aún no se conocía. Más tarde, el director del Departamento de Investigación Criminal de Malasia, Mohmad Salleh, dijo a los medios de comunicación: «No hay señal de que Kim haya sido asesinado». El gobierno de Malasia confirmó que los funcionarios norcoreanos en el país se opusieron a cualquier forma de autopsia. Informes iniciales mencionaron como posibles armas mortales alguna forma de spray envenenado o agujas.
Días más tarde, Malasia comunicó que fue asesinado con un arma química considerada entre las más potentes del mundo. Se trata del agente nervioso VX, detectado en los exámenes preliminares del Centro para Análisis de Armas Químicas malasio. El centro había sido consultado después de que la autopsia ordinaria se demostrara insuficiente para establecer la causa de la muerte, siendo encontrado este agente en el rostro.
Fueron identificados y detenidos un químico norcoreano y dos mujeres, una indonesia de nombre Siti Aisyah  y otra vietnamita identificada como Doan Thi Huong. Finalmente, se determinó que la mujer de Indonesia fue la autora material al acercársele por detrás y colocarle en el rostro un pañuelo impregnado con la sustancia. Declaró que fue contratada por un grupo de hombres, que identificó como «coreanos o japoneses», para «gastarle una broma televisiva» a Kim Jong-nam. Para Estados Unidos y Corea del Sur, el asesinato fue obra de los servicios de inteligencia del régimen norcoreano. A raíz de las pesquisas, Malasia y Corea del Norte rompieron relaciones diplomáticas expulsando recíprocamente a sus embajadores y deteniendo ciudadanos norcoreanos en Malasia y malayos en Corea del Norte. La investigación de Malasia determinó que cuatro ciudadanos norcoreanos, identificados como Ri Ji-hyon, Hong Song-hac, O Jong-gil y Ri Jae-namm, fueron los autores intelectuales del asesinato de Kim Jong-nam; sin embargo, sus paraderos son desconocidos luego de abandonar en avión la capital de Malasia horas después de su muerte, luego de presenciar desde la distancia en el mismo recinto aeroportuario la ejecución del plan.  
En marzo de 2019 concluyó el juicio contra las acusadas, dejando libre a Aisyah tras la mediación de Indonesia, y la fiscalía rebajó el cargo contra Huong de "asesinato premeditado" —penado con la muerte— al delito de "causar daño voluntario con un arma peligrosa" —castigado con un máximo de 10 años de prisión—. La conclusión del caso permitió el restablecimiento de las relaciones entre Pionyang y Kuala Lumpur.

## Ascendencia
|                |                |                |                |                |                |              |              |              |              |              |              |              |              |              |              |              |              |             |             |               |               |               |               |               |               |              |              |              |              |              |              |              |              | Kim Bo-hyon   |               |               |               |               |               |               |               |               |               |               |               |              |              |                 |                 |                 |                 |                 |                 |             |             |              |              |              |              |              |              |
|                |                |                |                |                |                |              |              |              |              |              |              |              |              |              |              |              |              |             |             |               |               |               |               |               |               |              |              |              |              |              |              |              |              |               |               |               |               |               |               |               |               |               |               |               |               |              |              |                 |                 |                 |                 |                 |                 |             |             |              |              |              |              |              |              |
|                |                |                |                |                |                |              |              |              |              |              |              |              |              |              |              |              |              |             |             |               |               |               |               |               |               |              |              |              |              |              |              |              |              | Kim Hyŏng-jik | Kim Hyŏng-jik | Kim Hyŏng-jik | Kim Hyŏng-jik | Kim Hyŏng-jik | Kim Hyŏng-jik |               |               | Kang Pan-sok  | Kang Pan-sok  | Kang Pan-sok  | Kang Pan-sok  | Kang Pan-sok | Kang Pan-sok |                 |                 |                 |                 |                 |                 |             |             |              |              |              |              |              |              |
|                |                |                |                |                |                |              |              |              |              |              |              |              |              |              |              |              |              |             |             |               |               |               |               |               |               |              |              |              |              |              |              |              |              | Kim Hyŏng-jik | Kim Hyŏng-jik | Kim Hyŏng-jik | Kim Hyŏng-jik | Kim Hyŏng-jik | Kim Hyŏng-jik |               |               | Kang Pan-sok  | Kang Pan-sok  | Kang Pan-sok  | Kang Pan-sok  | Kang Pan-sok | Kang Pan-sok |                 |                 |                 |                 |                 |                 |             |             |              |              |              |              |              |              |
|                |                |                |                |                |                |              |              |              |              |              |              |              |              |              |              |              |              |             |             |               |               |               |               |               |               |              |              |              |              |              |              |              |              |               |               |               |               |               |               |               |               |               |               |               |               |              |              |                 |                 |                 |                 |                 |                 |             |             |              |              |              |              |              |              |
|                |                |                |                |                |                |              |              |              |              |              |              |              |              |              |              |              |              |             |             |               |               |               |               |               |               |              |              |              |              |              |              |              |              |               |               |               |               |               |               |               |               |               |               |               |               |              |              |                 |                 |                 |                 |                 |                 |             |             |              |              |              |              |              |              |
|                |                |                |                |                |                |              |              |              |              |              |              |              |              |              |              |              |              |             |             |               |               |               |               |               |               |              |              |              |              | Kim Jong-suk | Kim Jong-suk | Kim Jong-suk | Kim Jong-suk | Kim Jong-suk  | Kim Jong-suk  |               |               | Kim Il-sung   | Kim Il-sung   | Kim Il-sung   | Kim Il-sung   | Kim Il-sung   | Kim Il-sung   |               |               | Kim Sŏng-ae  | Kim Sŏng-ae  | Kim Sŏng-ae     | Kim Sŏng-ae     | Kim Sŏng-ae     | Kim Sŏng-ae     |                 |                 | Kim Yong-ju | Kim Yong-ju | Kim Yong-ju  | Kim Yong-ju  | Kim Yong-ju  | Kim Yong-ju  |              |              |
|                |                |                |                |                |                |              |              |              |              |              |              |              |              |              |              |              |              |             |             |               |               |               |               |               |               |              |              |              |              | Kim Jong-suk | Kim Jong-suk | Kim Jong-suk | Kim Jong-suk | Kim Jong-suk  | Kim Jong-suk  |               |               | Kim Il-sung   | Kim Il-sung   | Kim Il-sung   | Kim Il-sung   | Kim Il-sung   | Kim Il-sung   |               |               | Kim Sŏng-ae  | Kim Sŏng-ae  | Kim Sŏng-ae     | Kim Sŏng-ae     | Kim Sŏng-ae     | Kim Sŏng-ae     |                 |                 | Kim Yong-ju | Kim Yong-ju | Kim Yong-ju  | Kim Yong-ju  | Kim Yong-ju  | Kim Yong-ju  |              |              |
|                |                |                |                |                |                |              |              |              |              |              |              |              |              |              |              |              |              |             |             |               |               |               |               |               |               |              |              |              |              |              |              |              |              |               |               |               |               |               |               |               |               |               |               |               |               |              |              |                 |                 |                 |                 |                 |                 |             |             |              |              |              |              |              |              |
|                |                |                |                |                |                |              |              |              |              |              |              |              |              |              |              |              |              |             |             |               |               |               |               |               |               |              |              |              |              |              |              |              |              |               |               |               |               |               |               |               |               |               |               |               |               |              |              |                 |                 |                 |                 |                 |                 |             |             |              |              |              |              |              |              |
|                |                |                |                |                |                |              |              |              |              |              |              |              |              |              |              |              |              |             |             |               |               |               |               |               |               |              |              |              |              |              |              |              |              |               |               |               |               |               |               |               |               |               |               |               |               |              |              |                 |                 |                 |                 |                 |                 |             |             |              |              |              |              |              |              |
|                |                |                |                |                |                |              |              |              |              |              |              |              |              |              |              |              |              |             |             |               |               |               |               |               |               |              |              |              |              |              |              |              |              |               |               |               |               |               |               |               |               |               |               |               |               |              |              |                 |                 |                 |                 |                 |                 |             |             |              |              |              |              |              |              |
| Kim Young-sook | Kim Young-sook | Kim Young-sook | Kim Young-sook | Kim Young-sook | Kim Young-sook |              |              | Song Hye-rim | Song Hye-rim | Song Hye-rim | Song Hye-rim | Song Hye-rim | Song Hye-rim |              |              | Kim Jong-il  | Kim Jong-il  | Kim Jong-il | Kim Jong-il | Kim Jong-il   | Kim Jong-il   |               |               | Ko Young-hee  | Ko Young-hee  | Ko Young-hee | Ko Young-hee | Ko Young-hee | Ko Young-hee |              |              | Kim Ok       | Kim Ok       | Kim Ok        | Kim Ok        | Kim Ok        | Kim Ok        |               |               | Kim Kyong-hui | Kim Kyong-hui | Kim Kyong-hui | Kim Kyong-hui | Kim Kyong-hui | Kim Kyong-hui |              |              | Jang Song-thaek | Jang Song-thaek | Jang Song-thaek | Jang Song-thaek | Jang Song-thaek | Jang Song-thaek |             |             | Kim Pyong-il | Kim Pyong-il | Kim Pyong-il | Kim Pyong-il | Kim Pyong-il | Kim Pyong-il |
| Kim Young-sook | Kim Young-sook | Kim Young-sook | Kim Young-sook | Kim Young-sook | Kim Young-sook |              |              | Song Hye-rim | Song Hye-rim | Song Hye-rim | Song Hye-rim | Song Hye-rim | Song Hye-rim |              |              | Kim Jong-il  | Kim Jong-il  | Kim Jong-il | Kim Jong-il | Kim Jong-il   | Kim Jong-il   |               |               | Ko Young-hee  | Ko Young-hee  | Ko Young-hee | Ko Young-hee | Ko Young-hee | Ko Young-hee |              |              | Kim Ok       | Kim Ok       | Kim Ok        | Kim Ok        | Kim Ok        | Kim Ok        |               |               | Kim Kyong-hui | Kim Kyong-hui | Kim Kyong-hui | Kim Kyong-hui | Kim Kyong-hui | Kim Kyong-hui |              |              | Jang Song-thaek | Jang Song-thaek | Jang Song-thaek | Jang Song-thaek | Jang Song-thaek | Jang Song-thaek |             |             | Kim Pyong-il | Kim Pyong-il | Kim Pyong-il | Kim Pyong-il | Kim Pyong-il | Kim Pyong-il |
|                |                |                |                |                |                |              |              |              |              |              |              |              |              |              |              |              |              |             |             |               |               |               |               |               |               |              |              |              |              |              |              |              |              |               |               |               |               |               |               |               |               |               |               |               |               |              |              |                 |                 |                 |                 |                 |                 |             |             |              |              |              |              |              |              |
|                |                |                |                |                |                |              |              |              |              |              |              |              |              |              |              |              |              |             |             |               |               |               |               |               |               |              |              |              |              |              |              |              |              |               |               |               |               |               |               |               |               |               |               |               |               |              |              |                 |                 |                 |                 |                 |                 |             |             |              |              |              |              |              |              |
|                |                |                |                | Kim Sul-song   | Kim Sul-song   | Kim Sul-song | Kim Sul-song | Kim Sul-song | Kim Sul-song |              |              | Kim Jong-nam | Kim Jong-nam | Kim Jong-nam | Kim Jong-nam | Kim Jong-nam | Kim Jong-nam |             |             | Kim Jong-chul | Kim Jong-chul | Kim Jong-chul | Kim Jong-chul | Kim Jong-chul | Kim Jong-chul |              |              | Kim Jong-un  | Kim Jong-un  | Kim Jong-un  | Kim Jong-un  | Kim Jong-un  | Kim Jong-un  |               |               | Kim Yo-jong   | Kim Yo-jong   | Kim Yo-jong   | Kim Yo-jong   | Kim Yo-jong   | Kim Yo-jong   |               |               |               |               |              |              |                 |                 |                 |                 |                 |                 |             |             |              |              |              |              |              |              |
|                |                |                |                | Kim Sul-song   | Kim Sul-song   | Kim Sul-song | Kim Sul-song | Kim Sul-song | Kim Sul-song |              |              | Kim Jong-nam | Kim Jong-nam | Kim Jong-nam | Kim Jong-nam | Kim Jong-nam | Kim Jong-nam |             |             | Kim Jong-chul | Kim Jong-chul | Kim Jong-chul | Kim Jong-chul | Kim Jong-chul | Kim Jong-chul |              |              | Kim Jong-un  | Kim Jong-un  | Kim Jong-un  | Kim Jong-un  | Kim Jong-un  | Kim Jong-un  |               |               | Kim Yo-jong   | Kim Yo-jong   | Kim Yo-jong   | Kim Yo-jong   | Kim Yo-jong   | Kim Yo-jong   |               |               |               |               |              |              |                 |                 |                 |                 |                 |                 |             |             |              |              |              |              |              |              |
|                |                |                |                |                |                |              |              |              |              |              |              | Kim Han-sol  |              |              |              |              |              |             |             |               |               |               |               |               |               |              |              |              |              |              |              |              |              |               |               |               |               |               |               |               |               |               |               |               |               |              |              |                 |                 |                 |                 |                 |                 |             |             |              |              |              |              |              |              |